# Sankt Koloman
Sankt Koloman är en kommun i Österrike. Den ligger i distriktet Hallein i förbundslandet Salzburg, 250 kilometer väster om huvudstaden Wien. 
Kommunen består av tre orter (Ortschaften) (inom parentes invånarantal 1 januari 2024):
- Oberlangenberg (534)
- Taugl (1 253)
- Tauglboden (19)